# Mahinda Rajapaksa
Mahinda Rajapaksa (født 18. november 1945 i Hambantota, Sri Lanka) er en srilankansk politiker, der var landets præsident fra den 19. november 2005 den 9. januar 2015. Han var landets sjette præsident og blev første gang valgt til landets parlament i 1970. Fra 6. april 2004 til sin udnævnelse som præsident var han premierminister. 
Rajapaksa er en singalsisk buddhist og uddannet advokat. Han blev valgt til parlamentet for Hambantota-distriktet, som hans far også repræsenterede fra 1947 til 1960. Rajapaksa, der gennem mange år har været allieret med Chandrika Kumaratunga, var arbejds- og fiskeriminister i dennes regering fra 1994 til 2001. Her stod han i spidsen for nogle kontroversielle reformer af arbejdsmarkedet, som blev modarbejdet af arbejdsgiverne og derfor aldrig gennemført.
Han blev præsident for det socialistiske Sri Lanka Frihedsalliancen i 2005 og stillede bl.a. op mod Ranil Wickremasinghe fra United National Party, der er landets største parti. Rajapaksa blev valgt med 50,33 procent af stemmerne.
Forud for præsidentvalget havde han markeret sig som kritiker af fredsprocessen med De Tamilske Tigre og det han opfattede som udenlandsk indblanding, bl.a. fra Norge. De Tamilske Tigre opfordrede til at boykotte valget, hvilket betød at valgdeltagelsen blandt srilankanske tamiler var særdeles lav. 
Den 20. april vinder Frihedsalliancen med Rajapaksa som leder parlamentsvalget i Sri Lanka og fik 144 af parlamentets 225 pladser.
Mahinda Rajapaksa er i dag anklaget for krigsforbrydelser mod menneskeheden, med ca. 150.000 mord på samvittigheden.[kilde mangler]